# Lubricogobius dinah
Lubricogobius dinah es una especie de peces de la familia de los Gobiidae en el orden de los Perciformes.

## Morfología
Los machos pueden llegar a alcanzar los 1,6 cm de longitud total.

## Alimentación
Come zooplancton.

## Hábitat
Es un pez de Mar y, de clima subtropical y asociado a los  arrecifes de coral que vive entre 10-36 metros de profundidad.

## Distribución geográfica
Se encuentra en el Océano Pacífico Occidental: las Islas Ryukyu y Papúa Nueva Guinea.

## Observaciones
- Es inofensivo para los humanos.